# 彦野利勝スポーツBEAT
彦野利勝スポーツBEAT（ひこのとしかつスポーツビート）は、CBCラジオで毎週日曜日に放送されていたドラゴンズ情報&音楽番組。歌う野球解説者、彦野利勝がドラゴンズの試合分析、選手の本音、ベンチ裏のマル秘情報など、ドラゴンズファンをあっと言わせるラジオ番組。

## 放送時間
- 2000年4月〜2001年9月（16:50 - 18:00）

（デーゲーム中継であるCBCドラゴンズスペシャルが終了次第、繰上げ放送、短縮、休止の場合もあった。）

## パーソナリティー
- 彦野利勝
- 加藤小百合